# Jeffrey Glenn Miller
Jeffrey Glenn Miller (* 28. März 1950 in Plainview (Nassau County, New York); † 4. Mai 1970 in Kent Ohio) war ein US-amerikanischer Student an der Kent State University in Kent, Ohio, als er von Soldaten der Ohio Army National Guard während des Kent-State-Massakers getötet wurde, als er gegen die Invasion Kambodschas und die Präsenz der Nationalgarde auf dem Campus der Kent State University protestierte. Nationalgardisten eröffneten das Feuer auf eine Gruppe unbewaffneter Studenten und töteten Miller sowie drei weitere in Entfernungen von 81 bis 119 m.

## Herkunft und Hintergründe
Jeffrey Miller war ein Sohn von Elaine Holstein und Bernard Miller. Seine Familie war jüdisch. Vier Monate vor seinem Tod im Mai 1970 war Miller von der Michigan State University an die Kent State University gewechselt. Während seiner Zeit an der Michigan State University gelobte Miller der Phi Kappa Tau (ΦΚΤ) Bruderschaft die Gefolgschaft, der auch sein älterer Bruder Russell angehörte.
Er und sein Bruder standen sich immer nahe und hatten am gleichen Tag Geburtstag. Nachdem sein Bruder den Abschluss an der Michigan State University gemacht hatte, fühlte sich Miller immer weniger wohl in der dominanten Kultur des Bundesstaates Michigan. Als er im Sommer 1969 von einem Freund aus New York besucht wurde, der an der Kent State University studierte, drängte ihn dieser einen Wechsel dorthin in Betracht zu ziehen. Im Januar 1970 verließ er die Michigan State University (MSU) mit vier gleichgesinnten Freunden, die gleichzeitig Kommilitonen von ihm waren, um gemeinsam mit ihnen nach Ann Arbor zu fahren. Mit diesen Freunden hatte er an der MSU gegen den Vietnamkrieg protestiert. Während drei seiner Freunde in Ann Arbor blieben, gingen er und der verbliebene Freund zur Kent State University. Hier passte er sich schnell an die neue Universität an und gewann bald viele Freunde, darunter Allison Krause und Sandra Lee Scheuer, die beide mit ihm am 4. Mai starben.

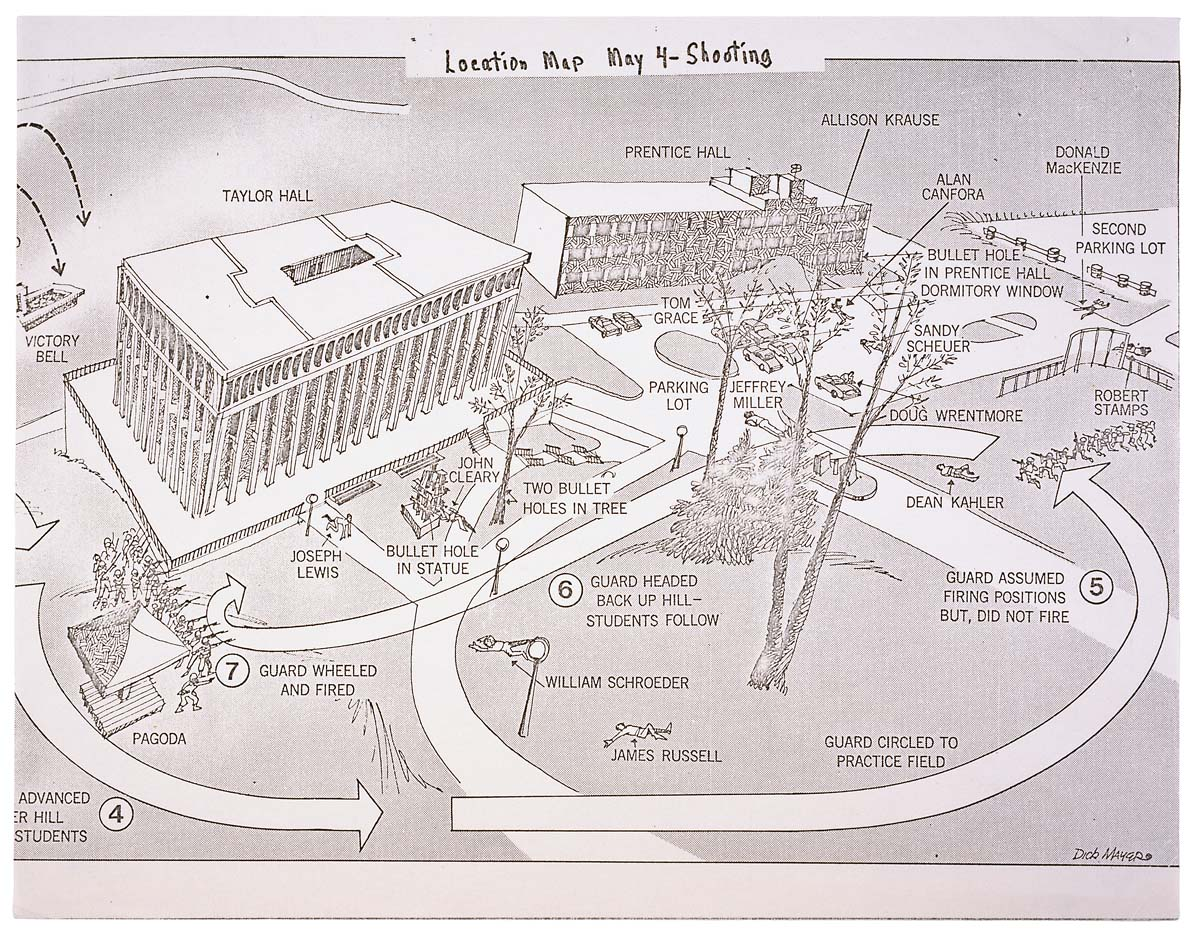
Lageplan des Kent-State-Massakers (1970)

Miller hatte an den Protesten an diesem Tag teilgenommen und einen Behälter mit Tränengas auf die Nationalgardisten von Ohio zurückgeworfen, die diese ursprünglich abgefeuert hatten. Die Proteste, die sich zunächst gegen die Ausweitung des Vietnamkrieges nach Kambodscha richteten, eskalierten letztlich zu einem Protest gegen die Präsenz der Ohio-Nationalgarde auf dem Campus der Kent State University. Miller war unbewaffnet, als er erschossen wurde; er hatte den Nationalgardisten zugewandt gestanden, als er in einer Zufahrtsstraße stand, die in etwa 81 m Entfernung zum Parkplatz der Prentice Hall auf dem Campus führte. Eine einzelne Kugel drang in seinen offenen Mund ein und trat an der hinteren Schädelbasis wieder aus, wobei er sofort getötet wurde. Das mit dem Pulitzer-Preis ausgezeichnete Foto von John Filo zeigt Mary Ann Vecchio, eine 14-jährige Ausreißerin, die über Millers Leiche kniet.
Drei weitere Studenten wurden an der Kent State University erschossen und getötet: Allison Krause, Sandra Lee Scheuer und William Knox Schroeder; neun weitere wurden verwundet, darunter einer, der eine lebenslange Lähmung davontrug. Diese und andere Schießereien führten zu Protesten und einem landesweiten Studentenstreik, weshalb hunderte von Universitäten geschlossen wurden. Der Campus der Kent State blieb sechs Wochen lang geschlossen. Fünf Tage nach den Schießereien demonstrierten 100.000 Menschen in Washington, D.C. gegen den Krieg und den militärisch-industriellen Komplex und protestierten gegen die Tötung unbewaffneter Studentenprotestler durch amerikanische Soldaten auf einem College-Campus. Elf Tage nach den Schießereien an der Kent State wurden am 15. Mai 1970 an der Jackson State University zwei Studenten von der Polizei aus Jackson und der Mississippi-Staats-Polizei erschossen und 12 weitere verletzt.
Miller wurde eingeäschert und seine Asche wurde im Mausoleum des Ferncliff-Friedhofs der Gemeinde Hartsdale im Westchester County in New York beigesetzt. In Plainview an der „Old Bethpage John F. Kennedy High School“ im Nassau County (New York), in derselben Stadt, wo sich Millers High School befand, ließ man zu seinen Ehren ein Denkmal errichten. Millers Mutter war in den 1960er Jahren Sekretärin des Rektors der John F. Kennedy Highschool gewesen. Am MIT gibt es einen Kent State Memorial Lecture Fund, der 1970 von einem Kindheitsfreund Millers gegründet wurde.  An der Stelle, an der Miller starb, ließ die Universität ein Denkmal errichten.
2007 schrieb die Band Tomorrow das Lied The Tragedy of Jeffrey Miller, welches sich mit den Ereignissen auseinandersetzt.